# Rhagoletis solanophaga
Rhagoletis solanophaga är en tvåvingeart som beskrevs av Hernandez-ortiz och Frias 1999. Rhagoletis solanophaga ingår i släktet Rhagoletis och familjen borrflugor. Inga underarter finns listade i Catalogue of Life.